# Lycée Jean-Baptiste-de-Baudre
 (juin 2013).
Le lycée Jean-Baptiste-de-Baudre est un lycée d’enseignement général et technologique, situé au centre de la ville d’Agen dans le département de Lot-et-Garonne, en région Nouvelle-Aquitaine. Cet établissement public dépend de l’académie de Bordeaux.

## Historique

### Établissement d'enseignement
À l'origine, le bâtiment actuel a été construit pour être un grand séminaire, c'est-à-dire un collège de plein exercice destiné à former les membres du clergé.
- 1684 : pose de la première pierre de l'édifice principal[1]

### Prison puis caserne
Au cours de la Révolution française, il est transformé en prison, puis en caserne sous l'Empire.
- 1826 : construction d'une aile occidentale
- 1855 : construction d'une aile orientale
- 1914 : l’ensemble est affecté à l’armée jusqu’en 1918

### Établissement d'enseignement
- 1924 : première rentrée en tant qu'École Pratique de Commerce et d'Industrie
- 1953 : l’école devient un collège technique
- 1960 : le collège devient un lycée technique
- 1982 : le lycée prend le nom de l’ingénieur de Baudre (1773-1850)
- 2005 : début des travaux de restructuration

## Classement du Lycée
En 2015, le lycée se classe 3e sur 10 au niveau départemental quant à la qualité d'enseignement, et 1158e au niveau national. Le classement s'établit sur trois critères : le taux de réussite au bac, la proportion d'élèves de première qui obtient le baccalauréat en ayant fait les deux dernières années de leur scolarité dans l'établissement, et la valeur ajoutée (calculée à partir de l'origine sociale des élèves, de leur âge et de leurs résultats au diplôme national du brevet).

## Enseignements
Seconde
- Seconde générale et technologique

Bac Généraliste
- série ES : Économique et Sociale
- série S : Sciences de l'Ingénieur
- série S - SVT, Sciences de la Vie et de la Terre

Bac Technique
- STMG, Sciences et Technologies du Management et de la Gestion
- STI2D, Sciences et Technologies Industrielles, Développement Durable

BTS
- Assistant de gestion de PME-PMI
- Assistant de manager
- Comptabilité et Gestion des Organisations
- Conception de Produits Industriels
- Électrotechnique
- Industrialisation des produits mécaniques
- Management des unités commerciales
- Systèmes électroniques
- Systèmes Numériques

Licence
- Diplôme de Comptabilité et de Gestion